# Cupa Campionilor Europeni 1975-1976
Cupa Campionilor Europeni în sezonul 1975-1976 a fost câștigată, pentru a treia oară consecutiv, de Bayern München, care a învins-o în finală pe formația franceză AS Saint-Étienne.

## Prima rundă
| Echipa 1                 | Scor gen.  | Echipa 2         | Tur | Retur |
| ------------------------ | ---------- | ---------------- | --- | ----- |
| Borussia Mönchengladbach | 7–2        | Wacker           | 1–1 | 6–1   |
| ȚSKA Sofia               | 2–3        | Juventus         | 2–1 | 0–2   |
| Slovan Bratislava        | 1–3        | Derby County     | 1–0 | 0–3   |
| Real Madrid              | 4–2        | Dinamo București | 4–1 | 0–1   |
| Benfica                  | 7–1        | Fenerbahçe       | 7–0 | 0–1   |
| Újpesti Dózsa            | 5–5 (a)    | Zürich           | 4–0 | 1–5   |
| Malmö FF                 | 3–3 (2–1p) | Magdeburg        | 2–1 | 1–2   |
| Jeunesse Esch            | 1–8        | Bayern München   | 0–5 | 1–3   |
| Olympiacos               | 2–3        | Dinamo Kiev      | 2–2 | 0–1   |
| Omonia                   | 2–5        | ÍA               | 2–1 | 0–4   |
| KB                       | 1–5        | Saint-Étienne    | 0–2 | 1–3   |
| Rangers                  | 5–2        | Bohemians        | 4–1 | 1–1   |
| Floriana                 | 0–8        | Hajduk Split     | 0–5 | 0–3   |
| Molenbeek                | 4–2        | Viking           | 3–2 | 1–0   |
| Ruch Chorzów             | 7–2        | KuPS             | 5–0 | 2–2   |
| Linfield                 | 1–10       | PSV Eindhoven    | 1–2 | 0–8   |

### Prima manșă
| Borussia Mönchengladbach | 1–1     | Wacker    |
| ------------------------ | ------- | --------- |
| Simonsen 83' (pen.)      | Detalii | Welzl 42' |

| ȚSKA Sofia               | 2–1     | Juventus     |
| ------------------------ | ------- | ------------ |
| Denev 80' Marashliev 89' | Detalii | Anastasi 39' |

| Slovan Bratislava | 1–0     | Derby County |
| ----------------- | ------- | ------------ |
| Masný 58'         | Detalii |              |

| Real Madrid                                | 4–1     | Dinamo București |
| ------------------------------------------ | ------- | ---------------- |
| Santillana 8', 90' Martínez 63' Netzer 74' | Detalii | Lucescu 75'      |

| Benfica                                          | 7–0     | Fenerbahçe |
| ------------------------------------------------ | ------- | ---------- |
| Shéu 22' Nené 33', 43', 72' Jordão 60', 75', 84' | Detalii |            |

| Újpesti Dózsa                                     | 4–0     | Zürich |
| ------------------------------------------------- | ------- | ------ |
| Fazekas 10' Dunai 12' Tóth 56' (pen.) Kellner 78' | Detalii |        |

| Malmö FF                      | 2–1     | Magdeburg    |
| ----------------------------- | ------- | ------------ |
| Cervin 15' Larsson 56' (pen.) | Detalii | Hoffmann 50' |

| Jeunesse Esch | 0–5     | Bayern München                                  |
| ------------- | ------- | ----------------------------------------------- |
|               | Detalii | Zobel 29', 35' Schuster 63' Rummenigge 69', 78' |

| Olympiacos                     | 2–2     | Dinamo Kiev            |
| ------------------------------ | ------- | ---------------------- |
| Kritikopoulos 35' Aidiniou 63' | Detalii | Kolotov 27' Buryak 30' |

| Omonia                   | 2–1     | ÍA             |
| ------------------------ | ------- | -------------- |
| Dimitriou 49' Mavris 57' | Detalii | Alfredsson 42' |

| KB | 0–2     | Saint-Étienne             |
| -- | ------- | ------------------------- |
|    | Detalii | P. Revelli 53' Larqué 73' |

| Rangers                                            | 4–1     | Bohemians    |
| -------------------------------------------------- | ------- | ------------ |
| Fyfe 19' Burke 38' (o.g.) O'Hara 50' Johnstone 63' | Detalii | Flanagan 35' |

| Floriana | 0–5     | Hajduk Split                               |
| -------- | ------- | ------------------------------------------ |
|          | Detalii | Žungul 15', 61', 78' Buljan 50' Šurjak 53' |

| Molenbeek                           | 3–2     | Viking                   |
| ----------------------------------- | ------- | ------------------------ |
| Boskamp 36' Teugels 55' Wellens 68' | Detalii | Johannessen 23' Kvia 89' |

| Ruch Chorzów                                          | 5–0     | KuPS |
| ----------------------------------------------------- | ------- | ---- |
| Marx 6', 59' Bula 12' (pen.) Beniger 27' Kopicera 68' | Detalii |      |

| Linfield   | 1–2     | PSV Eindhoven                    |
| ---------- | ------- | -------------------------------- |
| Malone 35' | Detalii | R. van de Kerkhof 3' Edström 15' |

### A doua manșă
| Wacker           | 1–6     | Borussia Mönchengladbach                              |
| ---------------- | ------- | ----------------------------------------------------- |
| Flindt Bjerg 23' | Detalii | Stielike 44' Simonsen 63' Heynckes 64', 68', 75', 88' |

Borussia Mönchengladbach s-a calificat cu scorul general de 7–2.
| Juventus                | 2–0     | ȚSKA Sofia |
| ----------------------- | ------- | ---------- |
| Anastasi 39' Furino 51' | Detalii |            |

Juventus s-a calificat cu scorul general de 3–2.
| Derby County            | 3–0     | Slovan Bratislava |
| ----------------------- | ------- | ----------------- |
| Bourne 40' Lee 78', 82' | Detalii |                   |

Derby County s-a calificat cu scorul general de 3–1.
| Dinamo București | 1–0     | Real Madrid |
| ---------------- | ------- | ----------- |
| Sătmăreanu 33'   | Detalii |             |

Real Madrid s-a calificat cu scorul general de 4–2.
| Fenerbahçe | 1–0     | Benfica |
| ---------- | ------- | ------- |
| Verel 75'  | Detalii |         |

Benfica s-a calificat cu scorul general de 7–1.
| Zürich                               | 5–1     | Újpesti Dózsa |
| ------------------------------------ | ------- | ------------- |
| Katić 2' Risi 23', 38', 83' Kühn 45' | Detalii | Nagy 57'      |

Újpesti Dózsa s-a calificat cu scorul general de 5–5 datorită golului marcat în deplasare.
| Magdeburg                | 2 – 1 (aet) (d.p.) | Malmö FF      |
| ------------------------ | ------------------ | ------------- |
| Hoffmann 30' Streich 81' | Detalii            | Andersson 65' |
|                          | 1–2                |               |

Malmö FF 3–3 Magdeburg . Malmö FF s-a calificat cu scorul general de la penaltiuri.
| Bayern München         | 3–1     | Jeunesse Esch |
| ---------------------- | ------- | ------------- |
| Schuster 30', 83', 88' | Detalii | Zwally 86'    |

Bayern München s-a calificat cu scorul general de 8–1.
| Dinamo Kiev     | 1–0     | Olympiacos |
| --------------- | ------- | ---------- |
| Onyshchenko 66' | Detalii |            |

Dinamo Kiev s-a calificat cu scorul general de 3–2.
| ÍA                                                       | 4–0     | Omonia |
| -------------------------------------------------------- | ------- | ------ |
| Hallgrímsson 16', 61' T. Thordarson 50' K. Þórðarson 79' | Detalii |        |

ÍA s-a calificat cu scorul general de 5–2.
| Saint-Étienne                          | 3–1     | KB           |
| -------------------------------------- | ------- | ------------ |
| Rocheteau 7' P. Revelli 33' Larqué 86' | Detalii | Petersen 49' |

Saint-Étienne s-a calificat cu scorul general de 5–1.
| Bohemians    | 1–1     | Rangers       |
| ------------ | ------- | ------------- |
| O'Connor 56' | Detalii | Johnstone 37' |

Rangers s-a calificat cu scorul general de 5–2.
| Hajduk Split                      | 3–0     | Floriana |
| --------------------------------- | ------- | -------- |
| Buljan 26' Šalov 72' Đorđević 86' | Detalii |          |

Hajduk Split s-a calificat cu scorul general de 8–0.
| Viking | 0–1     | Molenbeek   |
| ------ | ------- | ----------- |
|        | Detalii | Nielsen 48' |

Molenbeek s-a calificat cu scorul general de 4–2.
| KuPS                       | 2–2     | Ruch Chorzów            |
| -------------------------- | ------- | ----------------------- |
| Törnroos 56' Heiskanen 61' | Detalii | Chojnacki 12' Faber 75' |

Ruch Chorzów s-a calificat cu scorul general de 7–2.
| PSV Eindhoven                                                                                     | 8–0     | Linfield |
| ------------------------------------------------------------------------------------------------- | ------- | -------- |
| Lubse 12', 30' Dahlqvist 36' W. van de Kerkhof 39' van der Kuijlen 41' Edström 39' Deacy 70', 83' | Detalii |          |

PSV Eindhoven s-a calificat cu scorul general de 10–1.

## A doua rundă
| Echipa 1                 | Scor gen. | Echipa 2       | Tur | Retur |
| ------------------------ | --------- | -------------- | --- | ----- |
| Borussia Mönchengladbach | 4–2       | Juventus       | 2–0 | 2–2   |
| Derby County             | 5–6       | Real Madrid    | 4–1 | 1–5   |
| Benfica                  | 6–5       | Újpesti Dózsa  | 5–2 | 1–3   |
| Malmö FF                 | 1–2       | Bayern München | 1–0 | 0–2   |
| Dinamo Kiev              | 5–0       | ÍA             | 3–0 | 2–0   |
| Saint-Étienne            | 4–1       | Rangers        | 2–0 | 2–1   |
| Hajduk Split             | 7–2       | Molenbeek      | 4–0 | 3–2   |
| Ruch Chorzów             | 1–7       | PSV Eindhoven  | 1–3 | 0–4   |

### Prima manșă
| Borussia Mönchengladbach  | 2–0     | Juventus |
| ------------------------- | ------- | -------- |
| Heynckes 27' Simonsen 36' | Detalii |          |

| Derby County                               | 4–1     | Real Madrid |
| ------------------------------------------ | ------- | ----------- |
| George 9', 15' (pen.), 78' (pen.) Nish 42' | Detalii | Pirri 25'   |

| Benfica                                        | 5–2     | Újpesti Dózsa         |
| ---------------------------------------------- | ------- | --------------------- |
| Shéu 16', 37' Vítor Baptista 31', 89' Toni 75' | Detalii | Dunai 20' Fazekas 61' |

| Malmö FF      | 1–0     | Bayern München |
| ------------- | ------- | -------------- |
| Andersson 27' | Detalii |                |

| Dinamo Kiev                    | 3–0     | ÍA |
| ------------------------------ | ------- | -- |
| Buryak 27', 58' Onischenko 31' | Detalii |    |

| Saint-Étienne               | 2–0     | Rangers |
| --------------------------- | ------- | ------- |
| H. Revelli 28' Bathenay 89' | Detalii |         |

| Hajduk Split                              | 4–0     | Molenbeek |
| ----------------------------------------- | ------- | --------- |
| Žungul 23' Rožić 30' Šurjak 40' Mijač 73' | Detalii |           |

| Ruch Chorzów | 1–3     | PSV Eindhoven                               |
| ------------ | ------- | ------------------------------------------- |
| Bula 10'     | Detalii | Lubse 55' Edström 67' R. van de Kerkhof 74' |

### A doua manșă
| Juventus             | 2–2     | Borussia Mönchengladbach |
| -------------------- | ------- | ------------------------ |
| Gori 35' Bettega 68' | Detalii | Danner 71' Simonsen 87'  |

Borussia Mönchengladbach s-a calificat cu scorul general de 4–2.
| Real Madrid                                           | 5–1     | Derby County |
| ----------------------------------------------------- | ------- | ------------ |
| Martínez 3', 51' Santillana 55', 99' Pirri 83' (pen.) | Detalii | George 62'   |

Real Madrid s-a calificat cu scorul general de 6–5.
| Újpesti Dózsa         | 3–1     | Benfica  |
| --------------------- | ------- | -------- |
| Bene 3', 54' Nagy 65' | Detalii | Nené 73' |

Benfica s-a calificat cu scorul general de 6–5.
| Bayern München                        | 2–0     | Malmö FF |
| ------------------------------------- | ------- | -------- |
| Dürnberger 59' (p.k.) Torstensson 77' | Detalii |          |

Bayern München s-a calificat cu scorul general de 2–1.
| ÍA | 0–2     | Dinamo Kiev                           |
| -- | ------- | ------------------------------------- |
|    | Detalii | Onischenko 5' Gunnlaugsson 65' (o.g.) |

Dinamo Kiev s-a calificat cu scorul general de 5–0.
| Rangers       | 1–2     | Saint-Étienne                |
| ------------- | ------- | ---------------------------- |
| MacDonald 88' | Detalii | Rocheteau 63' H. Revelli 70' |

Saint-Étienne s-a calificat cu scorul general de 4–1.
| Molenbeek                      | 2–3     | Hajduk Split                      |
| ------------------------------ | ------- | --------------------------------- |
| Teugels 29' Nielsen 79' (p.k.) | Detalii | Šurjak 69' Žungul 76' Jovanić 85' |

Hajduk Split s-a calificat cu scorul general de 7–2.
| PSV Eindhoven                                           | 4–0     | Ruch Chorzów |
| ------------------------------------------------------- | ------- | ------------ |
| W. van de Kerkhof 11' van der Kuijlen 22' 27' Lubse 68' | Detalii |              |

PSV Eindhoven s-a calificat cu scorul general de 7–1.

## Sferturi
| Echipa 1                 | Scor gen. | Echipa 2       | Tur | Retur |
| ------------------------ | --------- | -------------- | --- | ----- |
| Borussia Mönchengladbach | 3–3 (a)   | Real Madrid    | 2–2 | 1–1   |
| Benfica                  | 1–5       | Bayern München | 0–0 | 1–5   |
| Dinamo Kiev              | 2–3       | Saint-Étienne  | 2–0 | 0–3   |
| Hajduk Split             | 2–3       | PSV Eindhoven  | 2–0 | 0–3   |

### Prima manșă
| Benfica | 0–0     | Bayern München |
| ------- | ------- | -------------- |
|         | Detalii |                |

| Borussia Mönchengladbach | 2–2     | Real Madrid            |
| ------------------------ | ------- | ---------------------- |
| Jensen 2' Wittkamp 27'   | Detalii | Martínez 45' Pirri 61' |

| Dinamo Kiev             | 2–0     | Saint-Étienne |
| ----------------------- | ------- | ------------- |
| Kon'kov 21' Blokhin 54' | Detalii |               |

| Hajduk Split        | 2–0     | PSV Eindhoven |
| ------------------- | ------- | ------------- |
| Mijač 8' Šurjak 31' | Detalii |               |

### A doua manșă
| Bayern München                                     | 5–1     | Benfica  |
| -------------------------------------------------- | ------- | -------- |
| Dürnberger 50', 55' Rummenigge 68' Müller 73', 83' | Detalii | Nené 70' |

Bayern München s-a calificat cu scorul general de 5–1.
| Real Madrid    | 1–1     | Borussia Mönchengladbach |
| -------------- | ------- | ------------------------ |
| Santillana 51' | Detalii | Heynckes 25'             |

Real Madrid s-a calificat cu scorul general de 3–3 datorită golului marcat în deplasare.
| Saint-Étienne                            | 3–0     | Dinamo Kiev |
| ---------------------------------------- | ------- | ----------- |
| H. Revelli 65' Larqué 73' Rocheteau 107' | Detalii |             |

Saint-Étienne s-a calificat cu scorul general de 3–2.
| PSV Eindhoven                                | 3–0     | Hajduk Split |
| -------------------------------------------- | ------- | ------------ |
| Dahlqvist 62' Lubse 66' van der Kuijlen 108' | Detalii |              |

PSV Eindhoven s-a calificat cu scorul general de 3–2.

## Semifinale
| Echipa 1      | Scor gen. | Echipa 2       | Tur | Retur |
| ------------- | --------- | -------------- | --- | ----- |
| Real Madrid   | 1–3       | Bayern München | 1–1 | 0–2   |
| Saint-Étienne | 1–0       | PSV Eindhoven  | 1–0 | 0–0   |

### Prima manșă
| Real Madrid | 1–1     | Bayern München |
| ----------- | ------- | -------------- |
| Martínez 7' | Detalii | Müller 42'     |

| Saint-Étienne | 1–0     | PSV Eindhoven |
| ------------- | ------- | ------------- |
| Larqué 17'    | Detalii |               |

### A doua manșă
| Bayern München | 2–0     | Real Madrid |
| -------------- | ------- | ----------- |
| Müller 9', 31' | Detalii |             |

Bayern München s-a calificat cu scorul general de 3–1.
| PSV Eindhoven | 0–0     | Saint-Étienne |
| ------------- | ------- | ------------- |
|               | Detalii |               |

Saint-Étienne s-a calificat cu scorul general de 1–0.

## Finala
| Bayern München | 1–0                 | Saint-Étienne |
| -------------- | ------------------- | ------------- |
| Roth 57'       | Detalii MatchCentre |               |

## Golgheteri
Golgheterii sezonului de Cupa Campionilor Europeni 1975–76 sunt:
| Loc | Nume                  | Echipă                   | Goluri |
| --- | --------------------- | ------------------------ | ------ |
| 1   | Jupp Heynckes         | Borussia Mönchengladbach | 6      |
| 2   | Harry Lubse           | PSV Eindhoven            | 5      |
| 2   | Roberto Juan Martínez | Real Madrid              | 5      |
| 2   | Gerd Müller           | Bayern München           | 5      |
| 2   | Tamagnini Nené        | Benfica                  | 5      |
| 2   | Santillana            | Real Madrid              | 5      |
| 2   | Slaviša Žungul        | Hajduk Split             | 5      |
| 8   | Charlie George        | Derby County             | 4      |
| 8   | Willy van der Kuijlen | PSV Eindhoven            | 4      |
| 8   | Jean-Michel Larqué    | Saint-Étienne            | 4      |
| 8   | Ludwig Schuster       | Bayern München           | 4      |
| 8   | Allan Simonsen        | Borussia Mönchengladbach | 4      |
| 8   | Ivica Šurjak          | Hajduk Split             | 4      |
| 14  | Leonid Buryak         | Dinamo Kiev              | 3      |
| 14  | Bernd Dürnberger      | Bayern München           | 3      |
| 14  | Ralf Edström          | PSV Eindhoven            | 3      |
| 14  | Rui Jordão            | Benfica                  | 3      |
| 14  | Volodymyr Onyshchenko | Dinamo Kiev              | 3      |
| 14  | Pirri                 | Real Madrid              | 3      |
| 14  | Hervé Revelli         | Saint-Étienne            | 3      |
| 14  | Peter Risi            | Zürich                   | 3      |
| 14  | Dominique Rocheteau   | Saint-Étienne            | 3      |
| 14  | Karl-Heinz Rummenigge | Bayern München           | 3      |
| 14  | Shéu                  | Benfica                  | 3      |